# 圣保罗堂 (巴塞尔)
47°33′6″N 7°34′42″E / 47.55167°N 7.57833°E
圣保罗堂(德語：Pauluskirche)是瑞士巴塞尔的一个瑞士归正会教堂，属于巴塞尔城市州福音归正会。该堂建于1898年5月-1901年11月，由Karl Moser（1860-1936）和罗伯特·古尔（Robert Curjel）设计，新罗马式建筑风格。半圆形后殿 有一个石头讲道台，在圣餐桌后面。在讲道台后面有一个中央拱门，管风琴和唱诗班席都在这里。 该堂拥有新艺术运动风格的艺术品，包括正门上方雕刻家Carl Burckhardt（1878-1923）的浮雕、内部前壁Heinrich Altherr（1878-1947）的马赛克，以及Max Laeuger（1864 - 1952年）的花窗玻璃。